# Ельба-Ельстер (район)
Ельба-Ельстер (нім. Landkreis Elbe-Elster) — район у Німеччині, у землі Бранденбург. Центр району — місто Герцберг. 
Площа - 1 889 км². Населення району становить 101 085 осіб (станом на 31 грудня 2020). Густота населення - 60 осіб/км². Офіційний код району - 12 0 62. 

## Міста та громади
До складу району входять 10 самостійних міст, одна самостійна громада, а також одне місто і 21 громада, об'єднані у п'ять об'єднань громад.
(дані про населення навеені на 31 грудня 2020)
|  | Самостійні міста: 1. Бад-Лібенверда (9224) 2. Герцберг (8776) 3. Доберлуг-Кірхгайн (8686) 4. Ельстерверда (7800) 5. Зонневальде (3154) 6. Мюльберг (3630) 7. Фалькенберг (6317) 8. Фінстервальде (15968) 9. Шеневальде (3056) 10. Юбігау-Варенбрюк (5233) Самостійні громади: 1. Редерланд (3823) |

Об'єднання громад:

(центр об'єднання *)
| 1. Ельстерланд (4442) 1. Гайделанд (497) 2. Рюкерсдорф (1337) 3. Требіц (663) 4. Шенборн * (1515) 5. Шильда (430) 2. Кляйне-Ельстер (5376) 1. Зальгаст (1418) 2. Крініц (1169) 3. Ліхтерфельд-Шаксдорф (951) 4. Массен-Нідерлаузіц * (1838) | 3. Плесса (5974) 1. Гоенляйпіш (1949) 2. Горден-Штаупіц (943) 3. Плесса * (2579) 4. Шраден (503) 4. Шлібен (5233) 1. Гоенбуко (626) 2. Кремітцауе (780) 3. Лебуза (806) 4. Фіхтвальд (601) 5. Шлібен (місто) * (2420) | 5. Шраденланд (4393) 1. Гіршфельд (1221) 2. Греден * (1336) 3. Гростіміг (1012) 4. Мерцдорф (824) |

## Населення
| рік  | Населення |
| ---- | --------- |
| 1993 | 139.058   |
| 1994 | 137.947   |
| 1995 | 136.889   |
| 1996 | 136.286   |
| 1997 | 135.624   |
| 1998 | 134.684   |
| 1999 | 132.873   |
| 2000 | 131.161   |

| Рік  | Населення |
| ---- | --------- |
| 2001 | 129.066   |
| 2002 | 127.159   |
| 2003 | 125.526   |
| 2004 | 124.041   |
| 2005 | 122.031   |
| 2006 | 119.773   |
| 2007 | 117.522   |
| 2008 | 115.560   |

| Рік  | Населення |
| ---- | --------- |
| 2009 | 113.586   |
| 2010 | 111.975   |
| 2011 | 109.087   |
| 2012 | 107.649   |
| 2013 | 106.157   |
| 2014 | 104.997   |
| 2015 | 104.673   |